# Karl Freiberger
Karl Anton Maria Freiberger (6 febbraio 1902 – Vienna, 22 settembre 1977) è stato un sollevatore austriaco campione mondiale che gareggiò nelle categorie dei pesi medi (fino a 75 kg.) e dei pesi massimi leggeri (fino a 82,5 kg.).

## Biografia
Cominciò a sollevare pesi da ragazzo dopo la fine della prima guerra mondiale e, dopo aver ottenuto buoni risultati in patria e all'estero, nel 1923 vinse la medaglia d'oro ai Campionati mondiali di Vienna nella categoria dei pesi medi, battendo il connazionale Leopold Friedrich.
L'anno seguente partecipò alle Olimpiadi di Parigi 1924 nella categoria superiore dei pesi massimi leggeri, terminando la gara ai piedi del podio dietro al francese Charles Rigoulot (oro), allo svizzero Fritz Hünenberger (argento) e a Leopold Friedrich (bronzo).
Quattro anni dopo prese parte anche alle Olimpiadi di Amsterdam 1928, piazzandosi al 6º posto finale.
Successivamente continuò in patria l'attività di sollevatore, non prendendo più parte a competizioni internazionali.
Morì a Vienna il 22 settembre 1977 all'età di 75 anni.